# Hexachlorpropen
Hexachlorpropen ist eine chemische Verbindung aus der Gruppe der Chlorkohlenwasserstoffe.

## Gewinnung und Darstellung
Hexachlorpropen kann durch Dehydrochlorierung von 1,1,1,2,2,3,3-Heptachlorpropan mit Alkalimetallhydroxiden wie Kaliumhydroxid in alkoholischer Lösung gewonnen werden.

## Eigenschaften
Hexachlorpropen ist eine farblose Flüssigkeit, die schwer löslich in Wasser ist.

## Verwendung
Hexachlorpropen wird zur Herstellung anderer chemischer Verbindungen wie z. B. Uran(IV)-chlorid oder wasserfreiem Niob(V)-chlorid sowie Wolfram(VI)-chlorid verwendet.